# Бетел (Аляска)
Бетел (англ. Bethel) — місто (англ. city) в США, в окрузі Бетел біля західного узбережжя штату Аляска, за 550 км на захід від Анкориджа. Доступне лише по повітрю та річці. Бетел є головним портом на річці Кускоквім, адміністративним та транспортним вузлом для 56 сіл в дельті річки Юкон-Кускоквім. Населення — 6325 осіб (2020).

## Географія
Бетел розташований за координатами 60°47′34″ пн. ш. 161°47′36″ зх. д. / 60.79278° пн. ш. 161.79333° зх. д. (60.792913, -161.793405).  За даними Бюро перепису населення США в 2010 році місто мало площу 126,15 км², з яких 111,84 км² — суходіл та 14,30 км² — водойми.

### Клімат
Місто знаходиться у зоні, котра характеризується континентальним субарктичним кліматом. Найтепліший місяць — липень із середньою температурою 13.4 °C (56.1 °F). Найхолодніший місяць — січень, із середньою температурою -14.1 °С (6.6 °F).
| Клімат Ьетела           | Клімат Ьетела | Клімат Ьетела | Клімат Ьетела | Клімат Ьетела | Клімат Ьетела | Клімат Ьетела | Клімат Ьетела | Клімат Ьетела | Клімат Ьетела | Клімат Ьетела | Клімат Ьетела | Клімат Ьетела | Клімат Ьетела |
| Показник                | Січ.          | Лют.          | Бер.          | Квіт.         | Трав.         | Черв.         | Лип.          | Серп.         | Вер.          | Жовт.         | Лист.         | Груд.         | Рік           |
| Абсолютний максимум, °C | 8,9           | 7,8           | 7,8           | 17,2          | 26,7          | 30            | 29,4          | 30,6          | 22,2          | 15,6          | 10,6          | 9,4           | 30,6          |
| Середній максимум, °C   | −10,9         | −7,9          | −5,2          | 1,4           | 10,3          | 16,2          | 17,4          | 15,6          | 11,2          | 2,1           | −4,9          | −8,4          | 3,1           |
| Середня температура, °C | −14,1         | −11,6         | −9,3          | −2,8          | 5,5           | 11,4          | 13,4          | 11,9          | 7,6           | −0,9          | −8,1          | −12           | −0,7          |
| Середній мінімум, °C    | −17,3         | −15,3         | −13,4         | −7,1          | 0,7           | 6,6           | 9,3           | 8,3           | 3,9           | −4,1          | −11,3         | −15,6         | −4,6          |
| Абсолютний мінімум, °C  | −44,4         | −39,4         | −39,4         | −30           | −15,6         | −2,2          | −0,6          | −2,2          | −7,8          | −21,1         | −32,2         | −38,3         | −44,4         |
| Норма опадів, мм        | 20.3          | 17.8          | 17.8          | 17.8          | 27.9          | 43.2          | 61            | 83.8          | 71.1          | 43.2          | 40.6          | 27.9          | 469.9         |
| Днів з дощем            | 9             | 7             | 9             | 9             | 10            | 13            | 15            | 18            | 16            | 13            | 11            | 11            | 141           |
| Днів зі снігом          | 9,4           | 8             | 8,8           | 7,2           | 2,7           | 0,1           | 0             | 0             | 0,6           | 5,8           | 11,5          | 10,5          | 64,6          |
| Вологість повітря, %    | 79.2          | 80.1          | 77.2          | 78.6          | 72.5          | 72.6          | 79.4          | 83.8          | 83.5          | 84.1          | 84            | 81.2          | 79.7          |
| ----------------------- | ------------- | ------------- | ------------- | ------------- | ------------- | ------------- | ------------- | ------------- | ------------- | ------------- | ------------- | ------------- | ------------- |
| Джерело: Weatherbase    |               |               |               |               |               |               |               |               |               |               |               |               |               |

## Демографія
Згідно з переписом 2010 року, у місті мешкало 6080 осіб у 1896 домогосподарствах у складі 1253 родин. Густота населення становила 48 осіб/км².  Було 2364 помешкання (19/км²).
Расовий склад населення:
| - 65,0 % — корінних американців - 23,3 % — білих - 2,5 % — азіатів - 0,9 % — чорних або афроамериканців - 0,4 % — вихідців з тихоокеанських островів |

До двох чи більше рас належало 7,3 %. Частка іспаномовних становила 2,2 % від усіх жителів.
За віковим діапазоном населення розподілялося таким чином: 32,7 % — особи молодші 18 років, 62,8 % — особи у віці 18—64 років, 4,5 % — особи у віці 65 років та старші. Медіана віку мешканця становила 28,7 року. На 100 осіб жіночої статі у місті припадало 108,0 чоловіків;  на 100 жінок у віці від 18 років та старших — 108,8 чоловіків також старших 18 років.
Середній дохід на одне домашнє господарство  становив 89 529 доларів США (медіана — 76 135), а середній дохід на одну сім'ю — 88 939 доларів (медіана — 76 333). Медіана доходів становила 63 000 доларів для чоловіків та 52 924 долари для жінок. За межею бідності перебувало 11,4 % осіб, у тому числі 14,3 % дітей у віці до 18 років та 4,8 % осіб у віці 65 років та старших.
Цивільне працевлаштоване населення становило 3058 осіб. Основні галузі зайнятості: освіта, охорона здоров'я та соціальна допомога — 38,6 %, публічна адміністрація — 16,8 %, транспорт — 13,8 %.

## Міста-побратими
- Анадир (1989)[7]